# 伊里安島美麗沼銀漢魚
伊里安島美麗沼銀漢魚，為輻鰭魚綱銀漢魚目沼銀漢魚科的其中一種，分布於印尼巴布亞省淡水流域及紅樹林沼澤，體長可達4.5公分，為熱帶淡水魚，棲息在沼澤表層水域，生活習性不明。